# Can Garriga (Viladecavalls)
Can Garriga és una masia del municipi de Viladecavalls (Vallès Occidental) protegida com a bé cultural d'interès local.

## Descripció
És una masia de planta baixa i un pis amb la teulada a doble vessant i el carener perpendicular a la façana principal. Una escalinata porta a les dues portes d'arc de mig punt que s'obren a la planta baixa; una d'elles té visibles part de les dovelles de pedra. Al primer pis s'obren quatre obertures rectangulars. La façana està arrebossada i pintada.